# Asesinato de Bruno Vanzan Nunes
El 27 de octubre de 2022, el policía federal de carreteras brasileño Bruno Vanzan Nunes (30 de abril de 1981 — 27 de octubre de 2022), de 41 años, fue asesinado a tiros tras reaccionar a un robo. Las fuerzas policiales de Río de Janeiro se movilizaron para buscar a los delincuentes, pero agentes del PRF mataron a Lorenzo Dias Palhinhas (31 de marzo de 2008 — 27 de octubre de 2022), de 14 años, en el Complexo do Chapadão.
El PRF afirmó que el niño formaba parte del narcotráfico y había disparado contra el vehículo antes de morir. Como prueba se mostró el testimonio de otros dos chicos detenidos que admitieron estar involucrados en el narcotráfico y una serie de armas y drogas incautadas. Además, la policía afirmó que Lorenzo murió por una bala perdida.
La familia y los vecinos afirmaron que el niño era solo un repartidor de aperitivos. Según los informes, la policía se acercó a él, lo liberó y luego le disparó en la nuca. La policía incluso intentó sacar el cuerpo del lugar, pero la comunidad no lo permitió. Además, como prueba, el diario O Día publicó un vídeo del niño trabajando como repartidor.

## Contexto
Durante el gobierno de Jair Bolsonaro, el PRF fue considerado una fuerza policial bolsonarizada y participó en una serie de asesinatos. Entre ellos se encuentran la masacre de Vila Cruzeiro, que dejó 23 muertos y fue catalogada como la segunda masacre más grande en la historia de Río de Janeiro, y el asesinato de Genivaldo de Jesus, quien fue torturado y asfixiado en la camioneta del PRF por conducir una motocicleta sin casco. En el complejo Chapadão, el PRF ya había participado en un operativo que dejó seis muertos.
En Río de Janeiro, el gobernador Cláudio Castro y su predecesor, Wilson Witzel, alentaron la violencia policial y, bajo la administración de Castro, se produjeron tres de las masacres más grandes del estado. Además de Vila Cruzeiro, que ocupó el segundo lugar, ofensiva de Río de Janeiro de 2021, que ocupó el primer lugar, y la Masacre de Complejo de Alemão, que ocupó el quinto lugar.
Hasta el 1 de noviembre de 2022, 44 agentes de seguridad pública han muerto a causa de la violencia en Río de Janeiro en el mismo año, y 89 niños menores de 14 años han muerto en la ciudad desde 2007.

## Circunstancias de muerte de Bruno Vanzan Nunes
Bruno Vanzan Nunes tenía 41 años y trabajaba al frente del núcleo de vigilancia e inspección de la 7.ª Comisaría de la Policía Federal de Carreteras (PRF) en Resende. Era considerado un policía ejemplar y trabajaba para la corporación desde 2004, cuando obtuvo el primer lugar en el concurso público. Estaba casado con Silvia Vanzan y tenía dos hijos.
El 27 de octubre de 2022, alrededor de las 14:12, Bruno conducía su Jeep Renegade en la Avenida Transolímpica, cerca de Vila Militar, en la Zona Oeste de Río de Janeiro, mientras hablaba con su esposa por su celular. Iba a ser superintendente del PRF. Luego se le acercó un Nissan Kicks negro. Este reaccionó y se intercambiaron disparos, quedando el vehículo de Bruno baleado. Los autos se juntaron y Nunes descendió del vehículo y fue perseguido por los cuatro delincuentes a pie.
A pocos metros del asesinato, un Kia Cerato huyó hacia Vila Kennedy mientras era perseguido por la Policía Militar (PM). En el camino, los delincuentes dispararon contra un vehículo. Una mujer y su hija, que estaban cerca del automóvil, huyeron para ponerse a salvo y no resultaron heridas. Los delincuentes se escondieron dentro de una favela local. Según el primer ministro, el vehículo también estuvo involucrado en el asesinato.
Ambos intercambios de disparos fueron captados por las cámaras de seguridad instaladas en los lugares.

### Pericia
Tras el intercambio de disparos, agentes del Batallón de Policía de la Autopista (BPVE) fueron llamados. Los bomberos también fueron llamados alrededor de las 14:20 horas, pero el cuerpo ya había sido atendido por una ambulancia antes de llegar al lugar. El cuerpo de Bruno fue encontrado debajo de la Transolímpica, en la entrada de la Avenida Duque de Caxias, en Magalhães Bastos. La zona quedó aislada y la Policía Estatal de Homicidios inició la investigación del caso.
Según la policía, los ladrones intentaron robar el vehículo mientras aún estaba en movimiento. La policía sospecha que intentó escapar saltando el muro que divide las vías de la Transolímpica, pero cayó diez metros tras recibir un disparo.

### Entierro
Bruno Vanzan fue enterrado al día siguiente en el Jardim da Saudade, en Sulacap, zona oeste de Río de Janeiro. Al entierro asistieron unas 200 personas, y 20 motocicletas del PRF escoltaron el cuerpo.

### Reacciones
El PRF lamentó lo sucedido y se solidarizó con la familia, afirmando que Bruno "siempre se destacó por su competencia, eficiencia y disponibilidad durante el período en que desempeñó sus funciones". ViaRio, que gestiona Transolímpica, también mostró su pesar.

### Operación de búsqueda
El Portal Se Busca publicó un cartel pidiendo información, con una recompensa de R$ 5.000. Se abrió una línea directa con anonimato garantizado.
Después del asesinato, las fuerzas de seguridad de Río de Janeiro registraron Vila Kennedy en busca de los criminales. TV Globo captó el uso de vehículos blindados en la comunidad, dos helicópteros de la Policía Civil (PC) y uno de la PRF. Las operaciones también contaron con la participación de la Policía Federal (PF) y la PM, incluido el Batallón de Operaciones Policiales Especiales. Los residentes informaron que las fuerzas policiales llevaron a cabo un allanamiento de morada. Durante el allanamiento se recuperaron dos motocicletas que fueron reportadas como robadas. El operativo se extendió hasta el Complexo do Chapadão, pues había información de que diez personas armadas con fusiles habrían quemado el Kia Cerato utilizado en el crimen. Además, uno de los agresores habría sido asesinado y otro estaría amarrado esperando la reunión de la máxima dirección del Comando Vermelho (CV).

## Circunstancias de muerte de Lorenzo Dias Palhinhas
Lorenzo Dias Palhinhas (nacido el 31 de marzo de 2008, fallecido el 27 de octubre de 2022) tenía 14 años y vivía con su madre, Celline, de 28 años, y tenía un hermano de tres años. Estudió en el colegio Honório Gurgel y cursaba el séptimo año. Le gustaba jugar al fútbol y escuchar música funk.
Alrededor de las 23 horas del 27 de octubre, Lorenzo fue asesinado de un tiro en la nuca mientras pasaba por Beco da Suede.

### Versión PRF
Según el PRF, alrededor de 30 sospechosos pertenecientes a la organización Bonde da India les dispararon, vinculados al narcotráfico, detuvieron a dos niños que trabajaban en un estanco local y mataron a Lorenzo de una bala perdida. Según el PRF, Lorenzo había disparado contra el vehículo antes de ser impactado. Los jóvenes aprehendidos admitieron ser parte del narcotráfico. El PRF incautó una pistola. La PRF incautó una pistola calibre .380 con dos cargadores y 23 cartuchos, una pistola Taurus calibre 9 mm con 5 cargadores, uno de los cuales fue ampliado, 45 municiones, un cargador de rifle 556, 600 paquetes de crack, 622 pines de cocaína, 149 frascos de lanzadores de perfumes y 425 pastillas de marihuana incautós.

### Versión de vecinos de la comunidad.
La familia, sin embargo, afirmó que el niño era repartidor de snacks y que estaba trabajando durante la operación, e incluso tenía R$ 10,00 que había ganado por una entrega cuando fue asesinado. Según su madre, se encontraba haciendo entregas en la parte trasera de una motocicleta cuando el conductor, Fernando Padilha, fue abordado por la PRF, y al ser liberado, Lorenzo recibió un disparo en la espalda. Ofrecía snacks por la favela en motocicleta y tenía como objetivo vender al menos 70 snacks por día, ganando alrededor de R$ 350,00 por semana.Su madre se enteró del asesinato a través del jefe del niño. La escena fue presenciada por testigos. Según su abuelo, no le encontraron armas ni pólvora. Los vecinos también informaron que la policía se comió parte de los aperitivos que estaban en la mochila del niño e intentaron sacar el cuerpo de la escena del crimen, pero la comunidad no lo permitió.Además, el diario O Día publicó un video del niño trabajando como repartidor en la comunidad. La madre también mostró a la Revista Piauí una serie de mensajes que envió a sus familiares hablando de temas profesionales.

### Reacciones
El concejal Luciano Vieira (PL), nacido en la favela, pasó la mañana brindando apoyo a la familia de Lorenzo. Los dirigentes de la Federación de Favelas brindaron asistencia y contactaron al Ministerio Público Federal (MPF) y a la Defensoría Pública. La Policía de Homicidios abrió una investigación para investigar el asesinato. El MPF solicitó una serie de datos al PRF, como el nombre de los policías involucrados en el asesinato, hora de ingreso, peritajes e informes policiales.
Los forenses fueron llamados alrededor de las 7:00 horas, pero los vecinos impidieron que el cuerpo de Lorenzo fuera trasladado al Instituto Médico Legal (IML). El cuerpo fue trasladado en una camioneta al Hospital Carlos Chagas.

#### Entierro
Lorenzo Dias Palhinhas fue enterrado el 29 de octubre en el Cementerio Municipal de Irajá, en la Zona Norte de Rio. Su cuerpo fue velado por sus familiares, amigos y otros vecinos de la comunidad. Después del entierro, los vecinos tocaron las bocinas de sus vehículos como forma de protesta. El coste del entierro corrió a cargo de organismos públicos.

#### Investigación y desarrollos
El mismo día del asesinato, el Ministerio Público Federal (MPF) abrió una investigación para investigar las circunstancias de la muerte de Lorenzo. El MPF reiteró que no hubo comunicación por parte del PRF para realizar el operativo y dio un plazo de hasta 72 horas para informar a los agentes que participaron y el registro de movimiento de los vehículos, además de otra información relevante.

#### Protestas
El 28 de octubre, alrededor de las 3:00 horas, vecinos cerraron la vía Rio do Pau y la avenida Crisóstomo Pimentel de Oliveira con escombros y neumáticos quemados, y un autobús fue atravesado para bloquear el paso. Los pobladores portaban carteles como “Lorenzo era un niño” y “¿quién mató a Lorenzo?”, además de comparar el accionar policial con Lorenzo, quien fue asesinado a tiros, y con Roberto Jefferson, quien disparó más de 50 tiros y arrojó granadas al PF, y recibió un trato diferente.
La protesta contó con el apoyo de la Defensoría Pública y de la Comisión de Derechos Humanos de la Asociación de Abogados de Brasil (OAB), que negoció con la policía para que no fuera reprimida.
El 1 de noviembre, familiares y vecinos protestaron bajo la lluvia frente a la Comisaría 39 con carteles y tocando las bocinas de sus vehículos.